# World Radiosport Team Championship

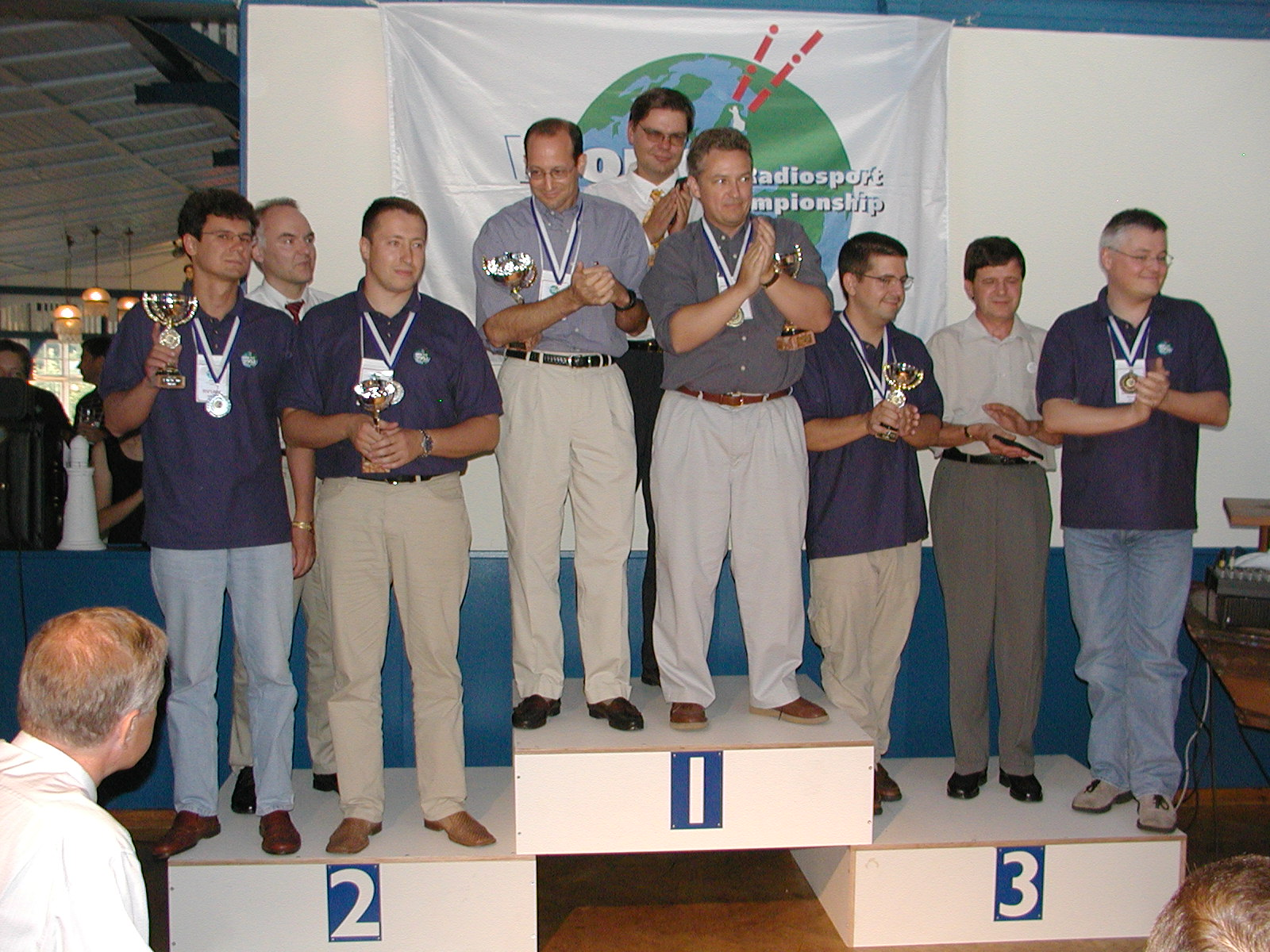
Siegerehrung bei der WRTC 2002

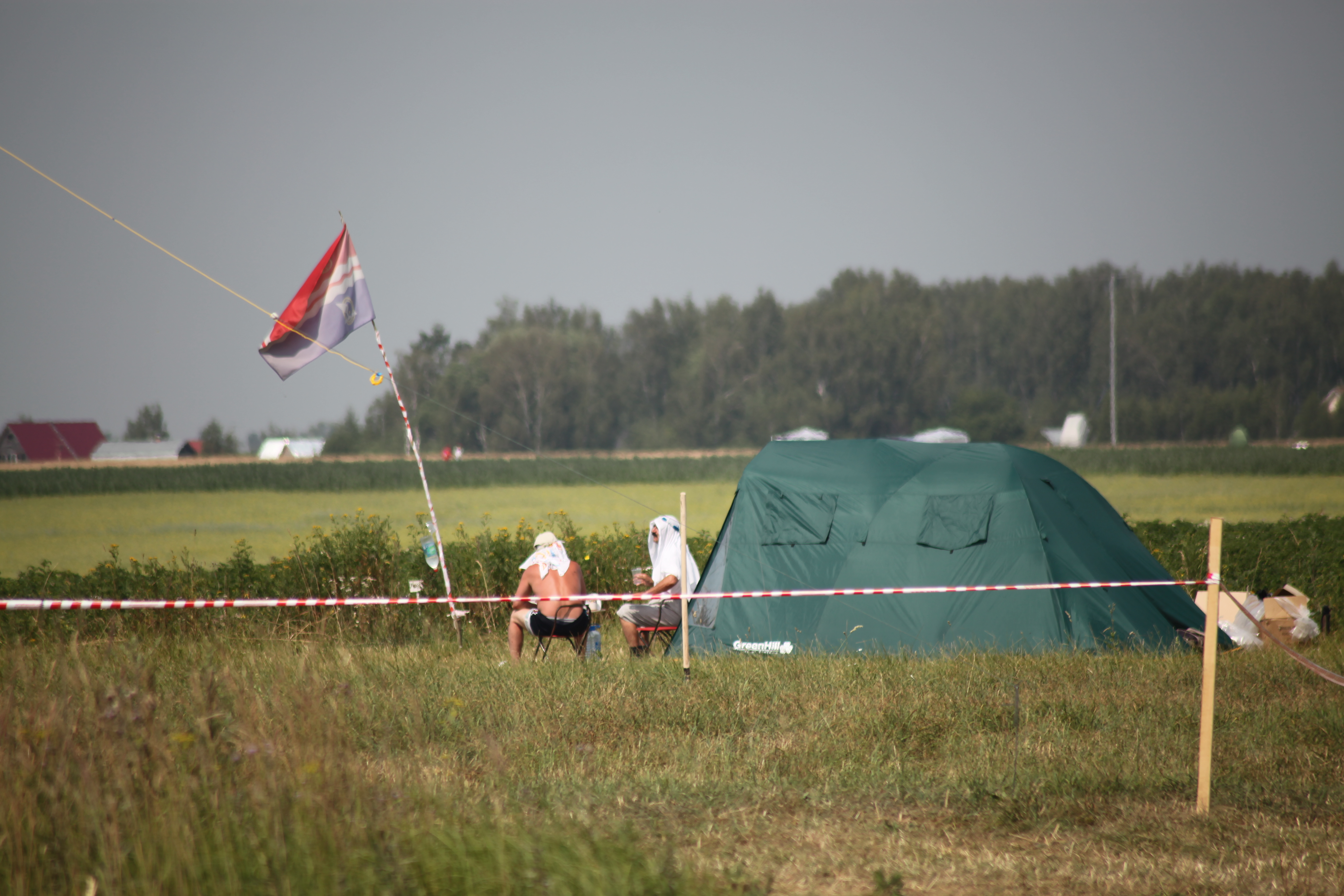
Funkstation bei der WRTC 2010

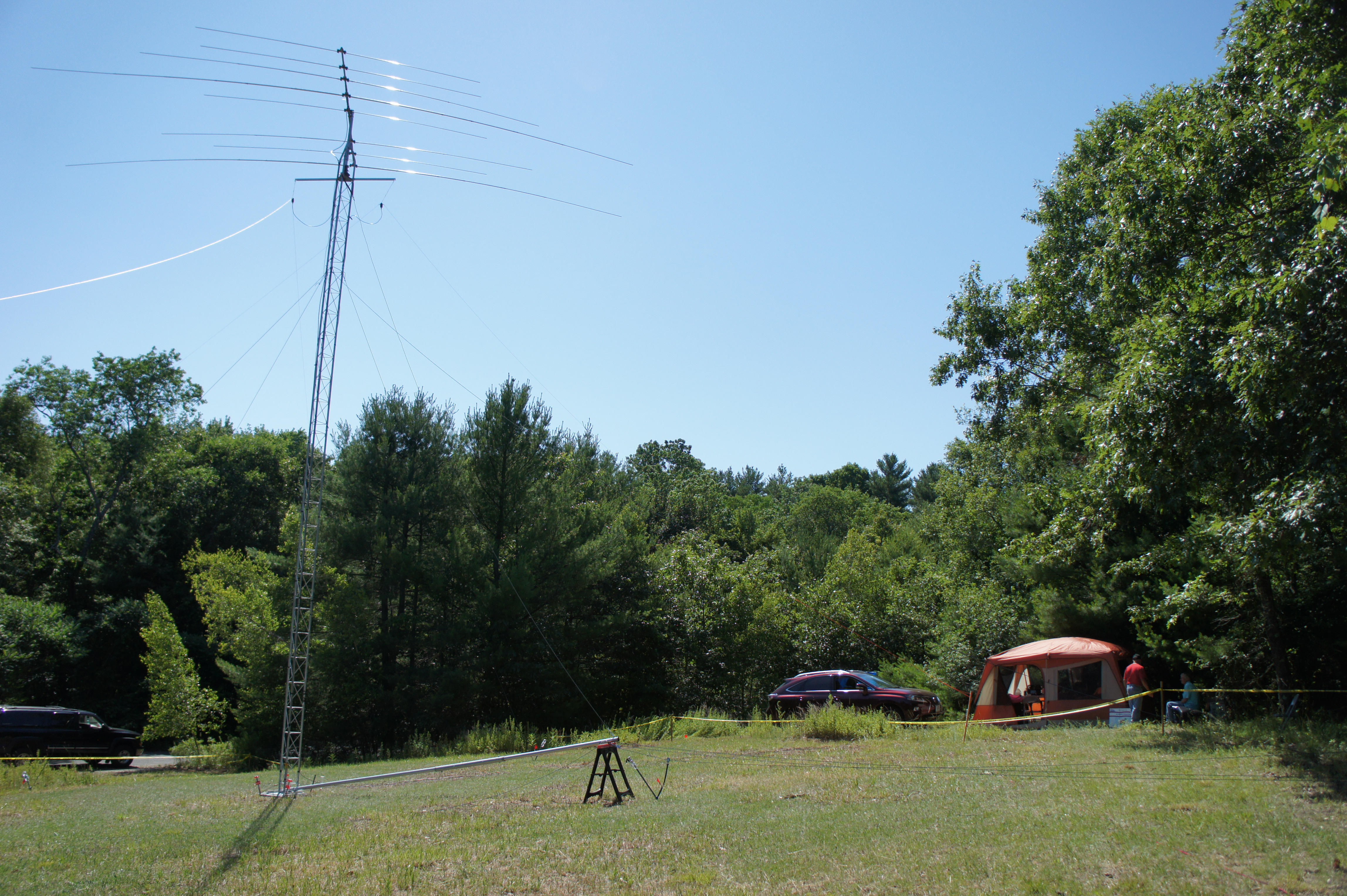
Funkstation bei der WRTC 2014

Die World Radiosport Team Championship (WRTC) (deutsch „Funksport-Mannschafts-Weltmeisterschaft“) ist ein internationaler Amateurfunkwettbewerb.
Die WRTC findet in der Regel alle vier Jahre statt. Anders als bei vielen anderen Amateurfunkwettbewerben, bei denen die Teilnehmer mit ihren QTHs (Funkstationen) über den Globus verteilt sind, kommen sie bei der WRTC an einem Ort zusammen, um sich im friedlichen Wettstreit sportlich zu messen. Die Teilnahme ist nur nach Einladung möglich.
Ideelles Vorbild sind die Olympischen Spiele. Wie dort, gehören auch bei der WRTC neben dem Sport auch kulturelle und soziale Aspekte dazu sowie vor allem auch die Völkerverständigung.

## Geschichte
Die erste WRTC wurde von Funkamateuren aus der Gegend um Seattle initiiert und im Jahr 1990 dort ausgerichtet. Bis zur zweiten dauerte es sechs Jahre. Sie fand dann 1996 noch einmal in den USA statt, diesmal in San Francisco. Ab dem Jahr 2000 wurden Veranstaltungsorte weltweit ausgewählt. Die für 2022 angesetzte WRTC musste aufgrund der Corona-Pandemie verschoben werden und fand erst ein Jahr später statt:
- 1990 – Seattle (USA)
- 1996 – San Francisco (USA)
- 2000 – Bled (Slowenien)
- 2002 – Helsinki (Finnland)
- 2006 – Florianopolis (Brasilien)
- 2010 – Moskau (Russland)
- 2014 – Neuengland (USA)
- 2018 – Wittenberg (genauer: in Jessen an der Schwarzen Elster)[4]
- 2022 – Bologna (Italien)
- 2026 – Vereinigtes Königreich[5]